# И (философия)
В китайской философии И (кит. упр. 义, пиньинь yì, палл. и) — понятие, означающее праведность, справедливость, мораль и смысл.

## В конфуцианстве
В конфуцианстве И трактуется как моральная склонность делать добро, а также интуиция и чувствительность, необходимые для того, чтобы делать это грамотно.И представляет собой моральную установку, которая выходит за рамки простого следования правилам и включает в себя сбалансированное понимание ситуации, а также «творческую проницательность» и способность принимать решения, необходимые для правильного и уместного применения добродетелей в данной ситуации, не упуская из виду общее благо.
И перекликается с установками конфуцианской философии на культивирование доброжелательности (жэнь) и ритуалов приличия (ли).
В практическом применении И — это сложный принцип, который включает в себя:
- умение совершать действия, которые имеют моральную целесообразность в соответствии с данной конкретной ситуацией;
- мудрое признание такой направленности действий;
- внутреннее удовлетворение, которое приходит от этого признания.

## В даосизме
Чжуанцзы обсуждает взаимосвязь между «и» (праведность) и «дэ» (добродетель).